# Neco
Manoel Nunes dit Neco (né le 5 mars 1895 à São Paulo et mort le 31 mai 1977 dans la même ville) était un joueur et entraîneur de football brésilien.

## Biographie

### Corinthians
Il est connu comme étant l'un des premiers idoles des supporters du Sport Club Corinthians Paulista, et devenant le premier joueur du club à avoir sa propre statue dans le jardin du club (en 1929). Neco est le joueur étant resté le plus longtemps au club : 17 ans.
Avec les Corinthians, il remporte le championnat de São Paulo huit fois en tant que joueur (dont il est le meilleur buteur en 1914 et 1920) et une fois en tant qu'entraîneur (1937).
Il commence avec le club pauliste dans la troisième équipe des Corinthians à l'âge de 16 ans et rejoint l'équipe première en 1913 (l'année où les Corinthians participent à leur première compétition officielle). En 1915, les Corinthians ne jouent plus de matchs officiels pour cause de différends politiques, et Neco ne joue durant l'année 1915 que des matchs amicaux et quelques matchs officiels avec Mackenzie.
Neco était réputé pour son fort caractère et était régulièrement impliqué dans des bagarres. Lors de sa seconde période d'entraîneur aux Corinthians, il est suspendu pendant 18 matchs parce qu'il avait frappé un arbitre.

### Seleçao
Appelé régulièrement en équipe du Brésil, il remporte deux championnats d'Amérique du Sud : 1919 (meilleur buteur) et 1922 (meilleur buteur de l'équipe). 

## Statistiques de carrière

### Joueur
Clubs :
- 1917–1922 :  Brésil (14 matchs / 9 buts / matchs internationaux officiels seulement[1])

- 1913–1914 :  SC Corinthians Paulista
- 1915 :  AA Mackenzie College
- 1916–1930 :  SC Corinthians Paulista

Palmarès :
- Copa América : 1919, 1922

- Campeonato Paulista : 1914, 1916, 1922, 1923, 1924, 1928, 1930

Meilleur buteur :
- Copa América : 1919 (4 buts)
- Campeonato Paulista : 1914 (12 buts)
- Campeonato Paulista : 1920 (24 buts)

### Entraîneur
Clubs :
- SC Corinthians Paulista : 1920, 1927, 1937-38

Palmarès :
- Campeonato Paulista : 1937